# Butterfass

Aufbau eines Stoßbutterfasses

Ein Butterfass (landschaftlich auch Kirne, in der Eifel auch Rump) ist ein Behälter (meist aus Holz, aber in der Schweiz im Emmental oft auch aus Keramik), in den der abgeschöpfte Rahm gegeben und anschließend zu Butter gestampft oder geschlagen wird. Früher war dieses das am weitesten verbreitete Gerät zum Buttern.

## Arten
Die Butterfässer bestehen sämtlich aus einem Gefäß, in dem der Rahm auf verschiedene Weise in Bewegung gebracht wird. Man unterscheidet
- Stoßbutterfässer mit stehendem Fass und auf- und abgehendem Stößer,
- Schlagbutterfässer mit horizontaler oder vertikaler, mit Schlägern versehener Welle und
- Roll- oder Wiegenbutterfässer (Mundart: Rührbutterfass, Rührfassel, Rührfassl)[3][4] bei denen die ganze Tonne oder der Kasten mit dem Rahm in Bewegung gesetzt wird.

Ein frühes mechanisch angetriebenes Butterfass beschrieb der Theologe und Erfinder Benjamin Georg Peßler bereits im Jahr 1796.

## Galerie

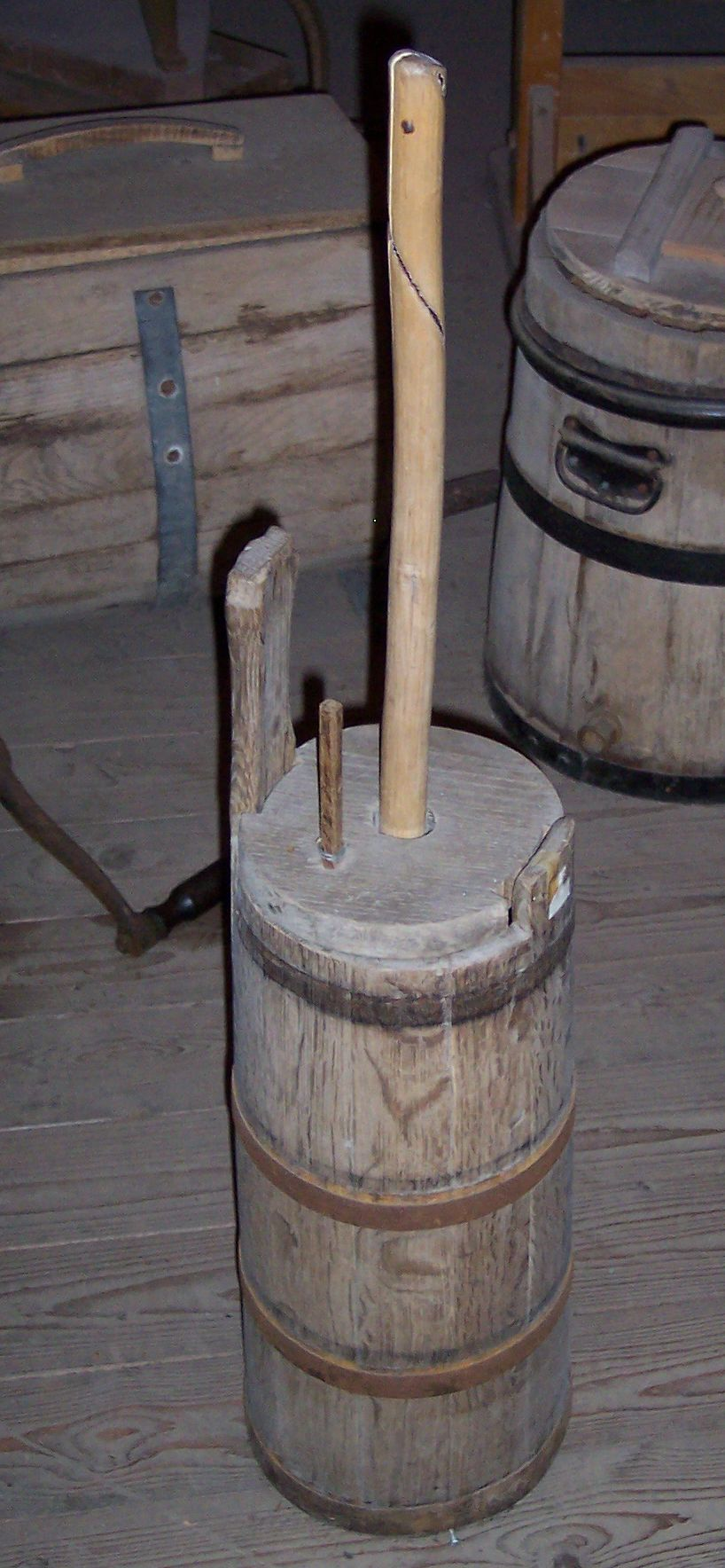
Stoßbutterfass
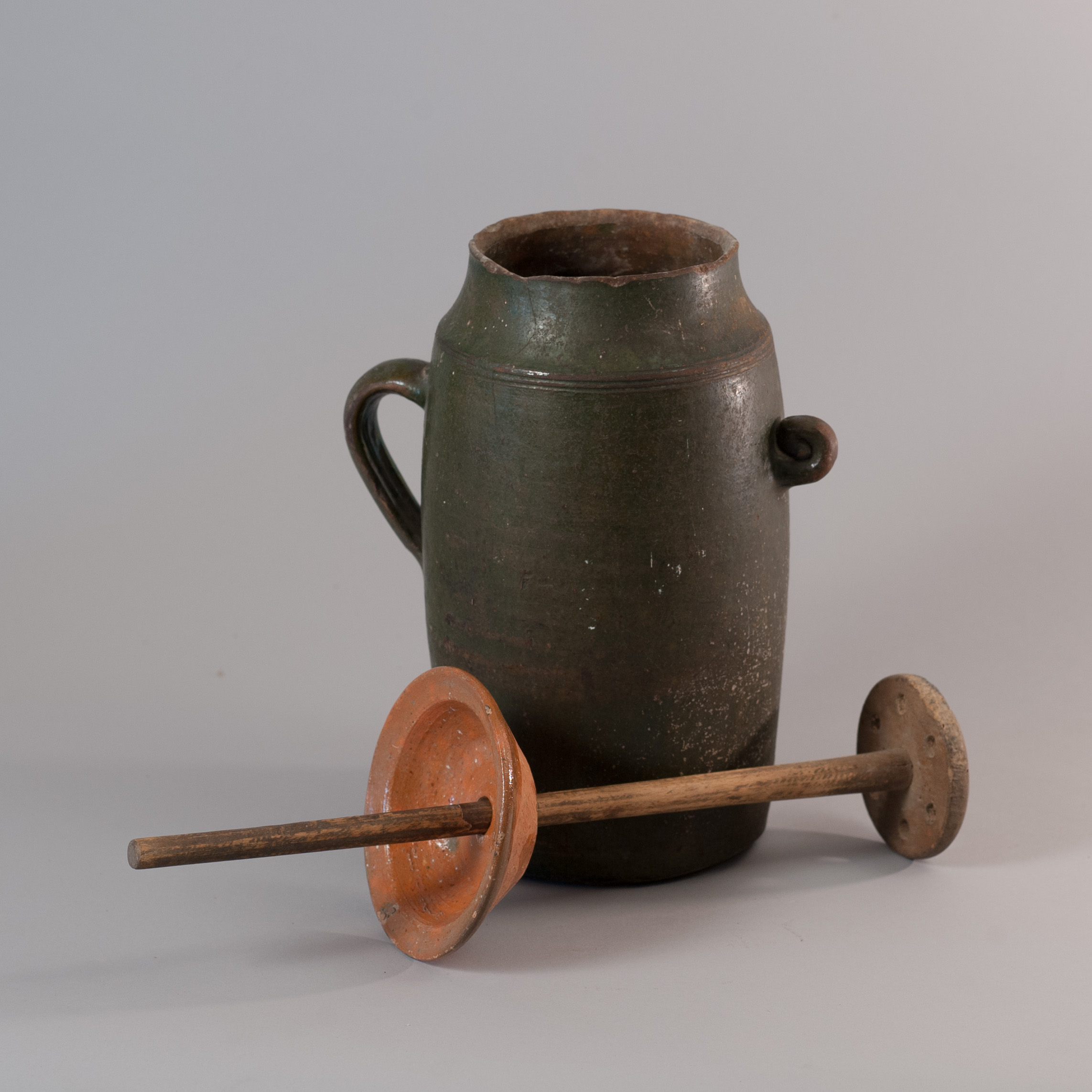
Stoßbutterfass aus Keramik
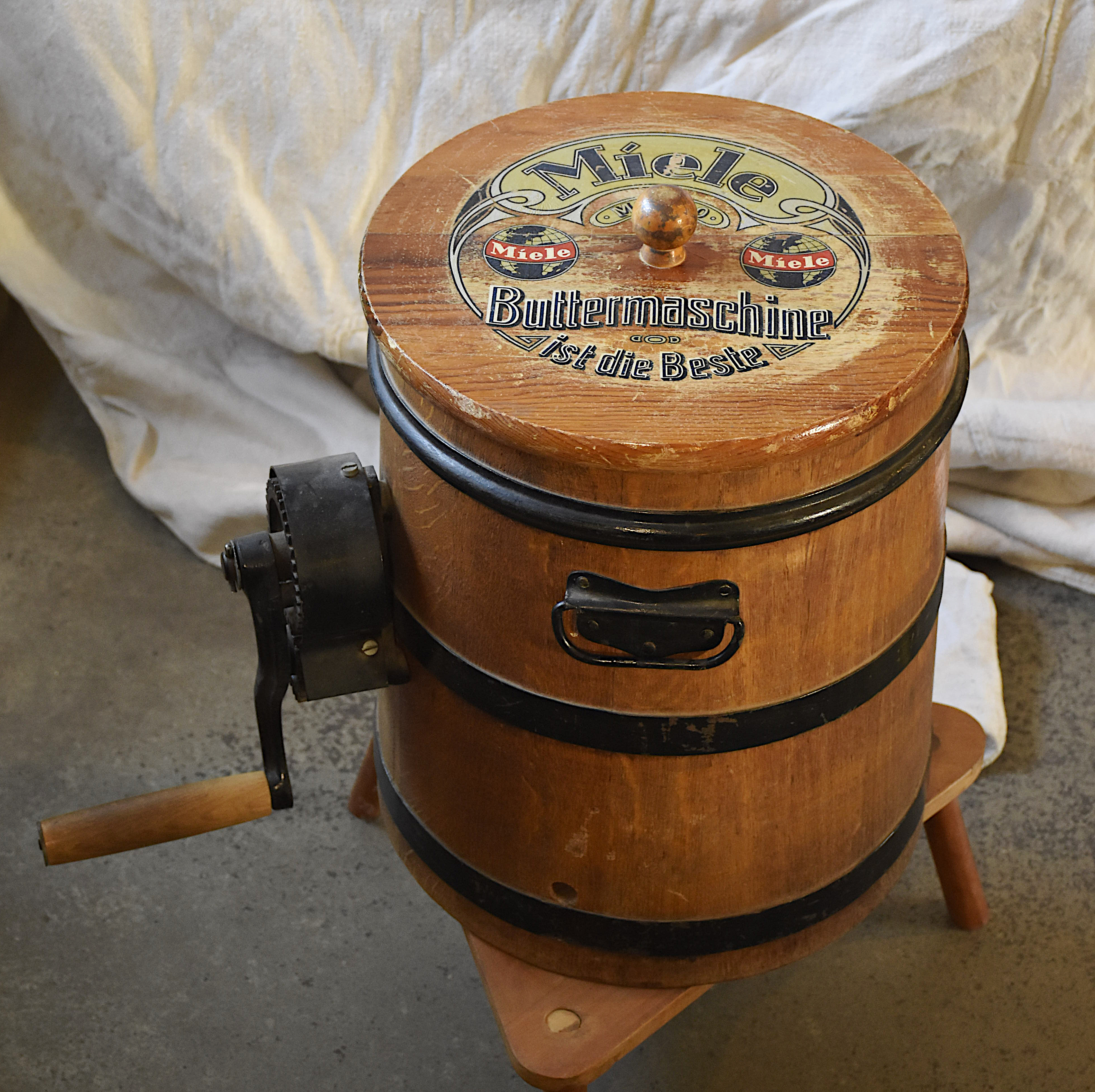
Schlagbutterfass
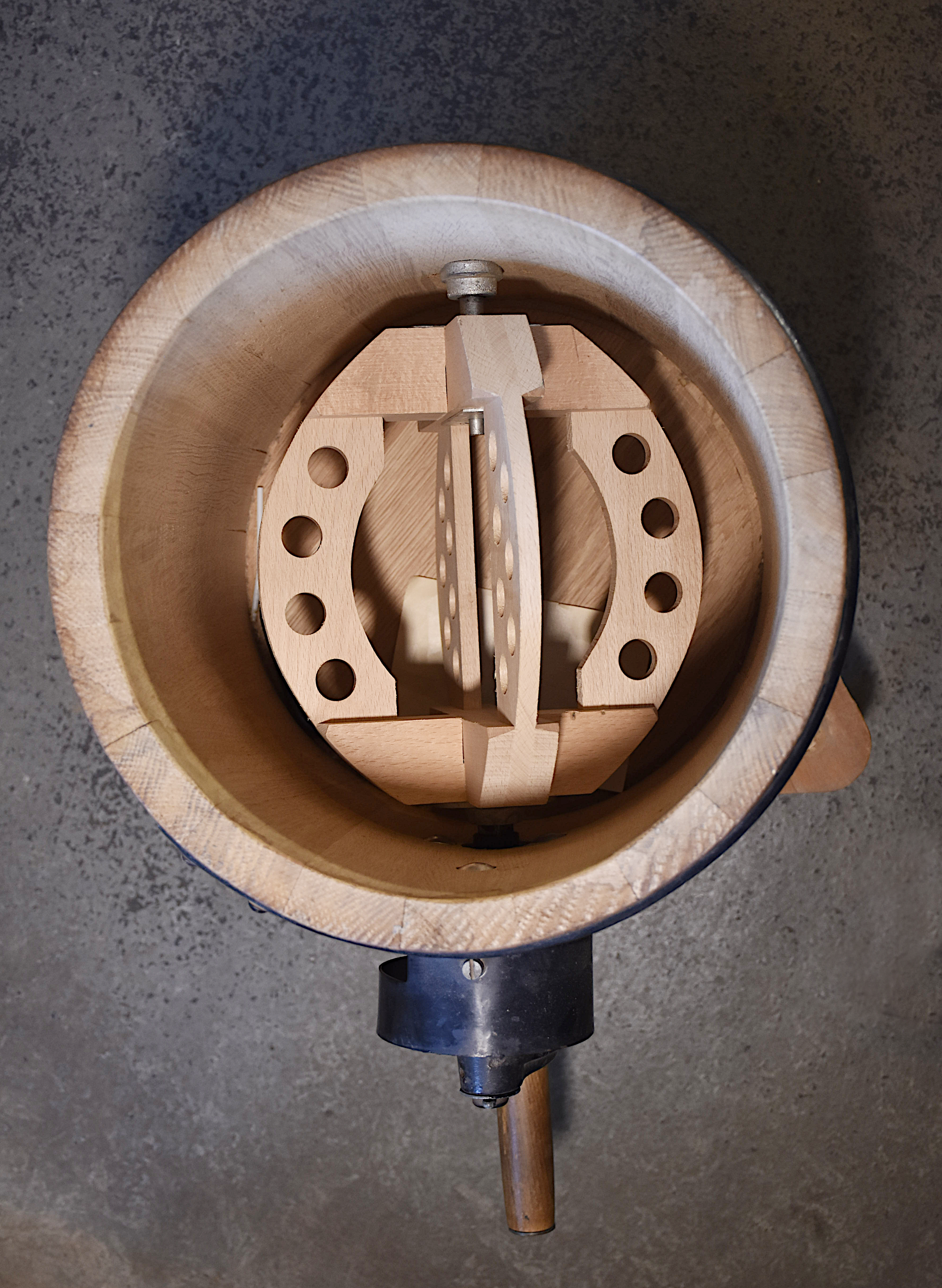
Schlagbutterfass, Innenleben
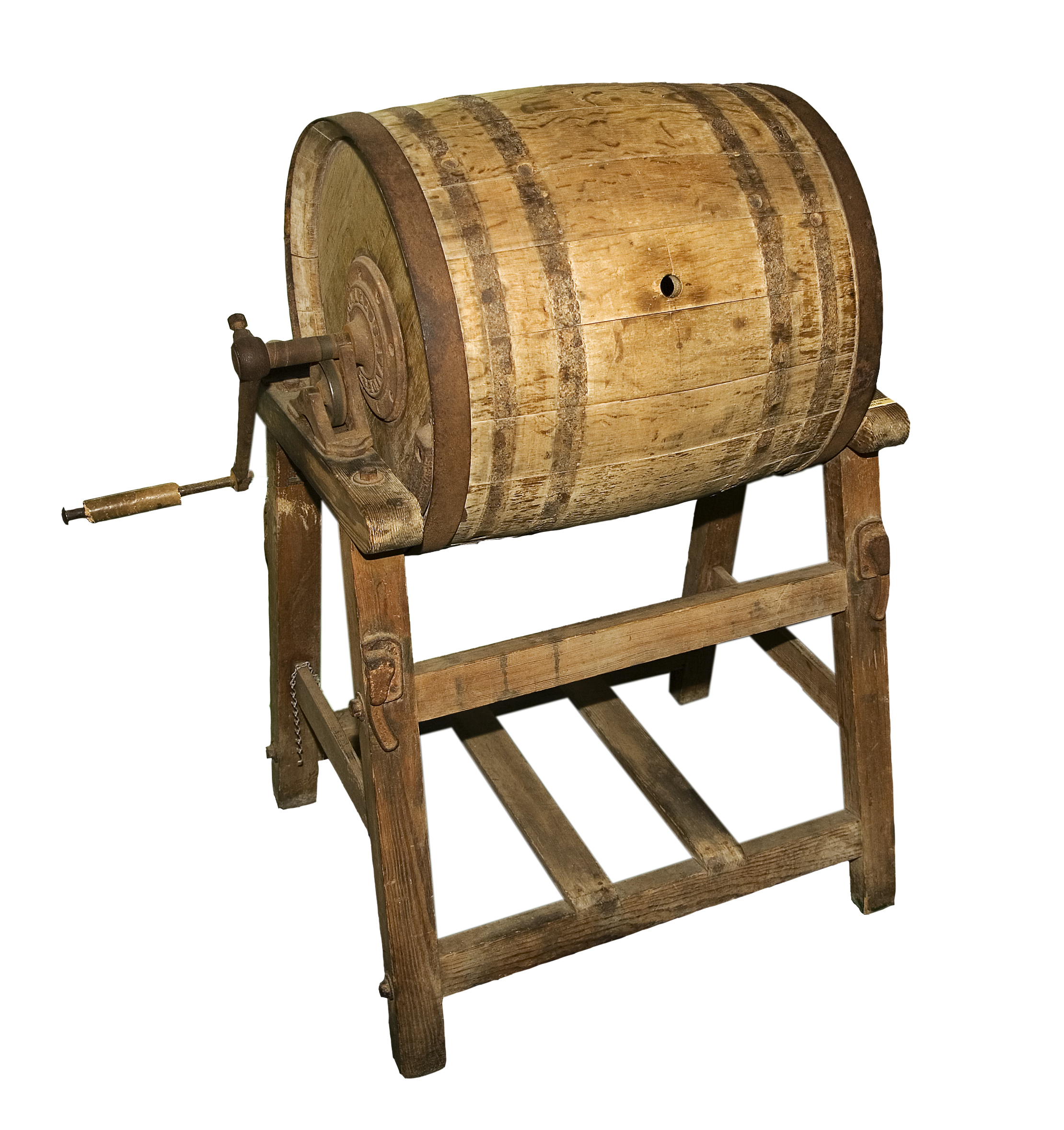
Rollbutterfass
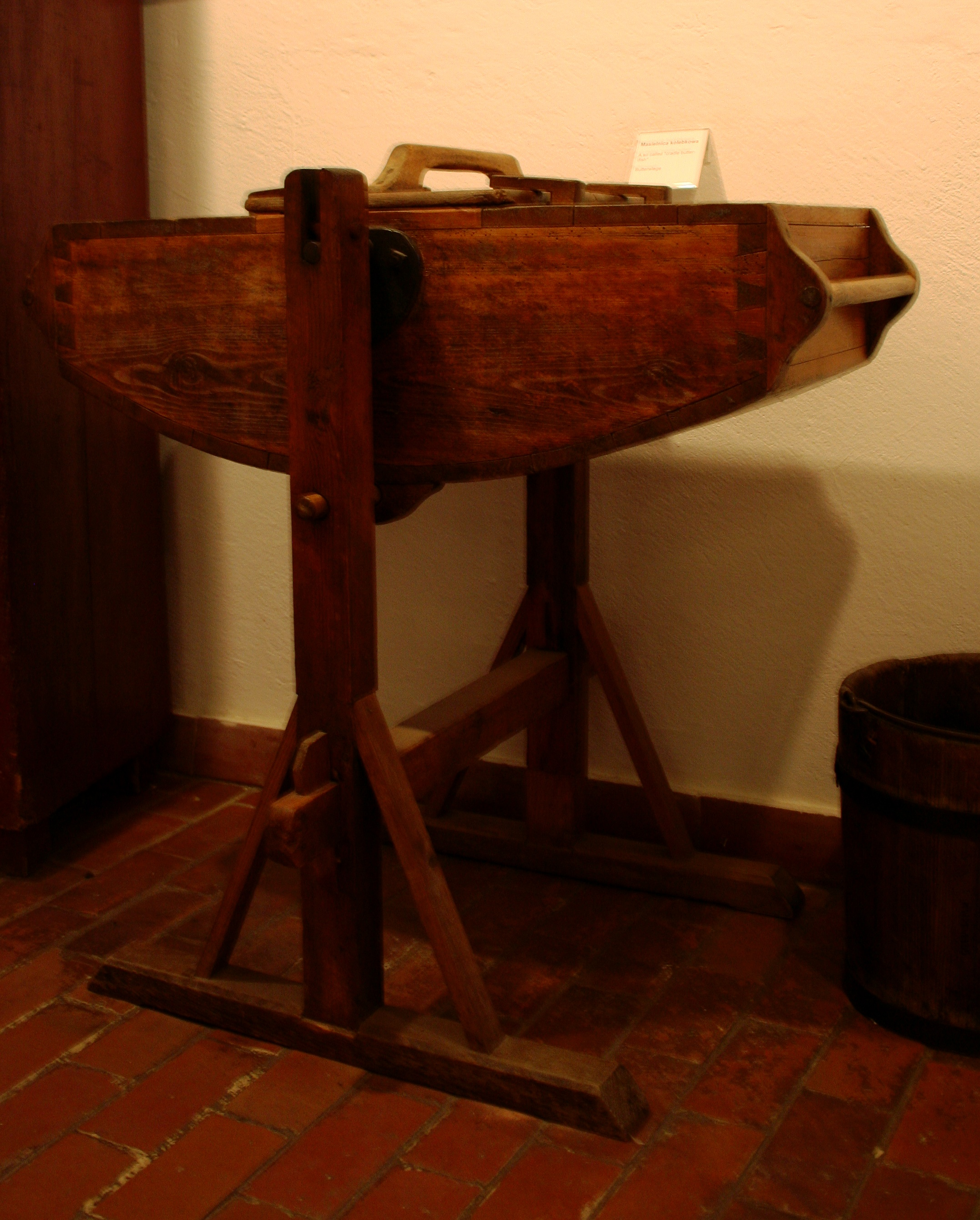
Wiegenbutterfass
Benjamin Georg Peßlers mechanisches Butterfass, 1796
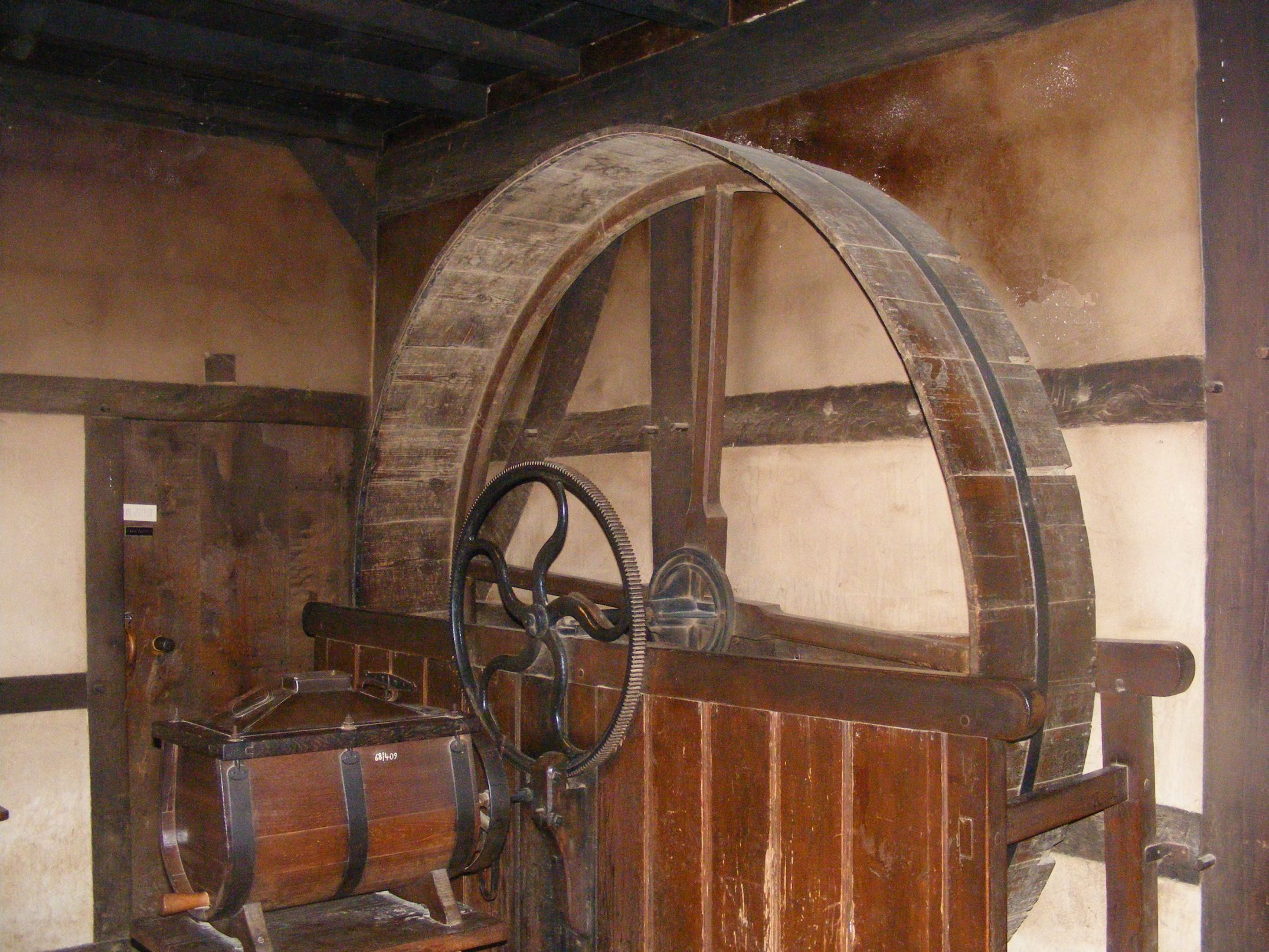
Antrieb über ein Laufrad durch einen Hund
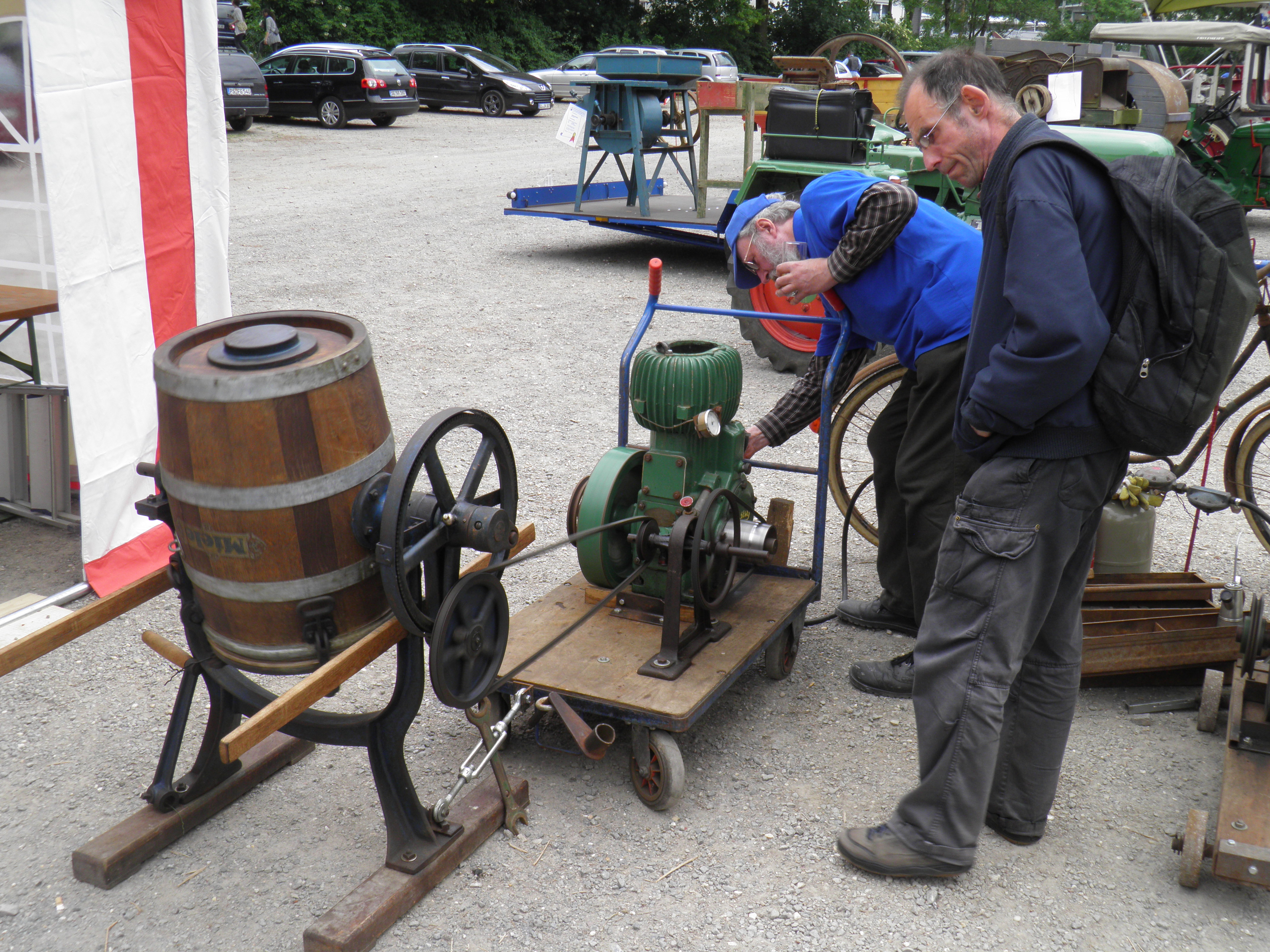
Butterfass mit Motorantrieb
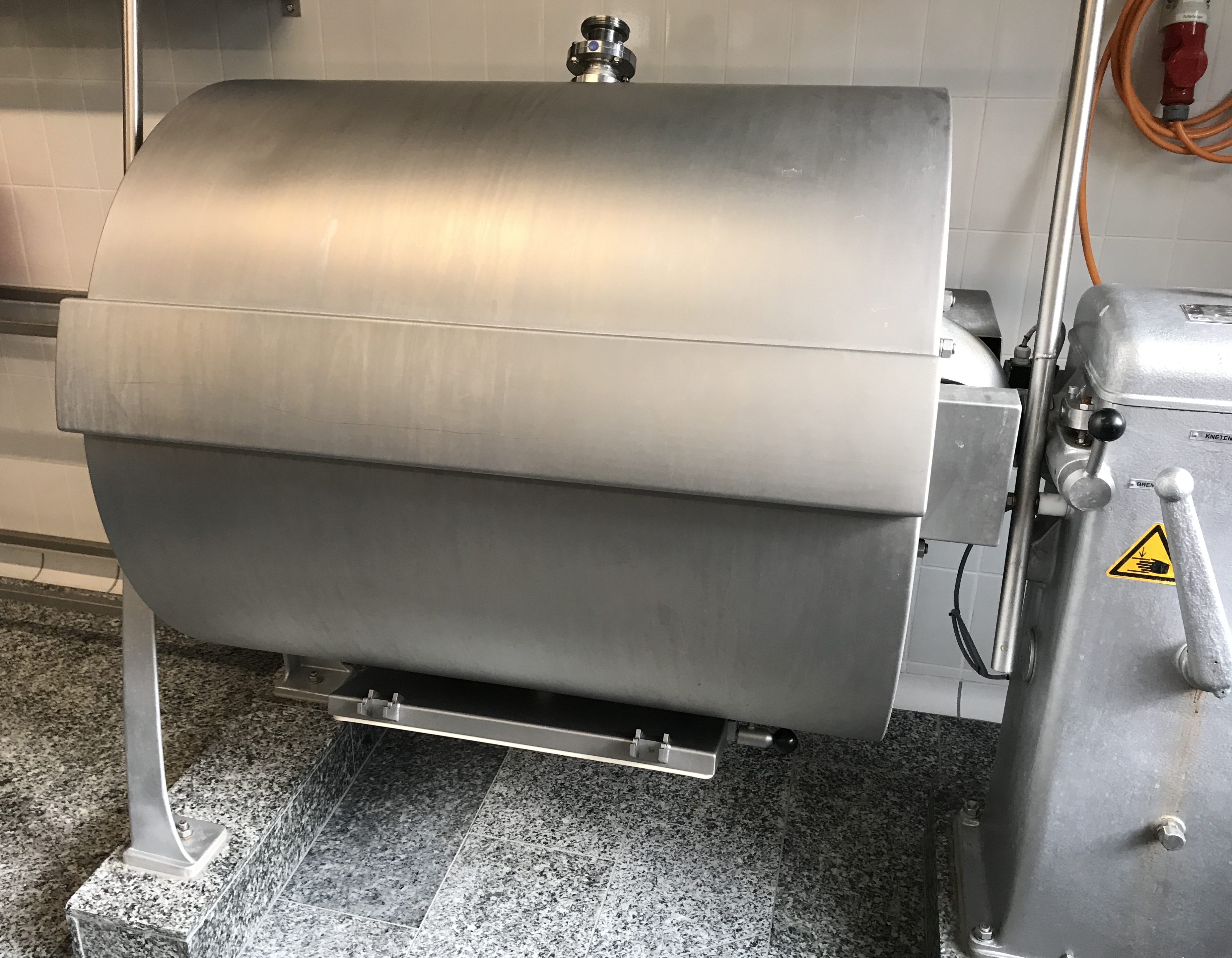
Modernes Butterfass aus Stahl

## Trivia
Der Begriff Girbe bezeichnet nach Hermann Hirt einen im asiatischen Kulturkreis für die Erzeugung von Butter verwendeten Schlauch.
Der österreichische Begriff buttern (für den Geschlechtsakt), meist als pudern notiert, kommt von der stoßartigen Bewegung bei der Butterherstellung.